# Арденис
Арденис (на арменски: Արդենիս) е село и община в Армения, област Ширак. Според Според Националната статистическа служба на Армения през 2012 г. общината има 195 жители.

## Демография
Броят на населението в годините 1897–2004 е както следва: